# La Descente d'Orphée
Pour les articles homonymes, voir Orphée (homonymie).
La Descente d'Orphée (Orpheus Descending) est une pièce de théâtre écrite par Tennessee Williams. Elle fut jouée pour la première fois à Broadway le 21 mars 1957, sous la direction d'Harold Clurman, avec des décors de Boris Aronson ,.
C'est en fait une version différente de Bataille d'anges (Battle of Angels), une pièce écrite par Tennessee Williams en 1940, la pièce est une métaphore du mythe d'Orphée.
En 1960, sous la direction de Sidney Lumet, une adaptation cinématographique a été réalisée, sous le titre original de The Fugitive Kind, traduit en français par L'Homme à la peau de serpent. Marlon Brando (Val) et Anna Magnani (Lady) en étaient les acteurs principaux. C'est une des rares adaptations de ses œuvres dont Tennessee Williams a reconnu la qualité.

## Argument
La pièce est une réadaptation moderne de la légende de la Grèce antique : Orphée. Elle traite de la façon la plus élémentaire du pouvoir de la passion, de l'art et de l'imagination pour rendre et revitaliser la vie, lui donner un nouveau sens. L'histoire se déroule dans un magasin de nouveautés (une épicerie) dans une petite ville du sud, marquée dans la pièce par la conformité, la frustration sexuelle, l'étroitesse et le racisme. Dans la pièce arrive Val, un jeune homme avec une guitare, une veste à la peau de serpent et un passé douteux avec une attirance et une énergie animale érotique indéniable. Il se fait embaucher dans le magasin de nouveautés qui est tenu par une femme d'âge moyen appelé Lady et dont le mari plus âgé est mourant. Lady est attirée par Val et par la possibilité de nouvelle vie qu'il semble lui offrir. Ce serait un antidote attirant pour son mariage ennuyeux et sans amour. La pièce décrit l'éveil de la passion, de l'amour et de la vie, ainsi que les conséquences tragiques que cela va avoir pour Val et Lady. La pièce parle en effet de la passion, de sa répression puis de son réveil. Tennessee Williams déclara que : « c'est essayer de vivre courageusement et honnêtement dans un monde qui part à la dérive ». Le texte de la pièce contient beaucoup de métaphores et de dialogue poétique. Sur la scène, le début de la pièce semble manquer de dramatique, mais au fur et à mesure de l'évolution des personnages la pièce arrive à son climax. Le personnage de Val incarne Orphée, il représente Éros et les forces de l'énergie telles qu'elles sont dans la vie quotidienne (année 1940-50 aux États-Unis), il a aussi le pouvoir tragique de recréer la vie.

## Représentations

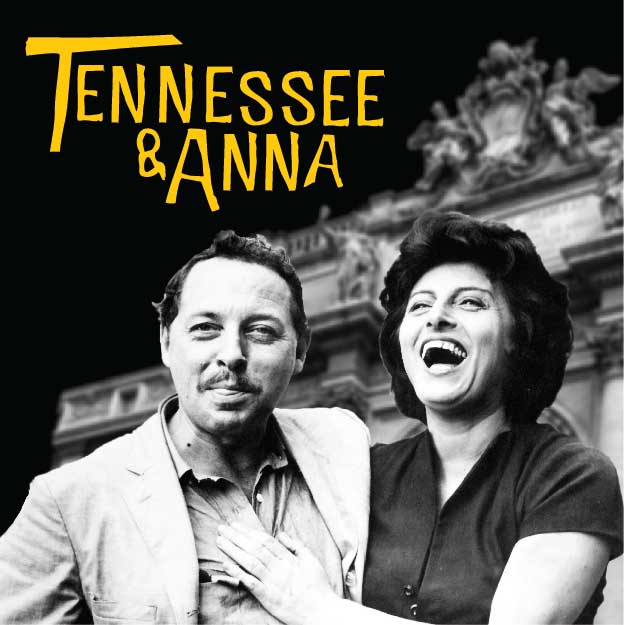
Arletty : Très gentiment, Tennessee et Anna Magnani sont venus me voir à l'Athénée quand j'ai joué dans la pièce La Descente d'orphée.

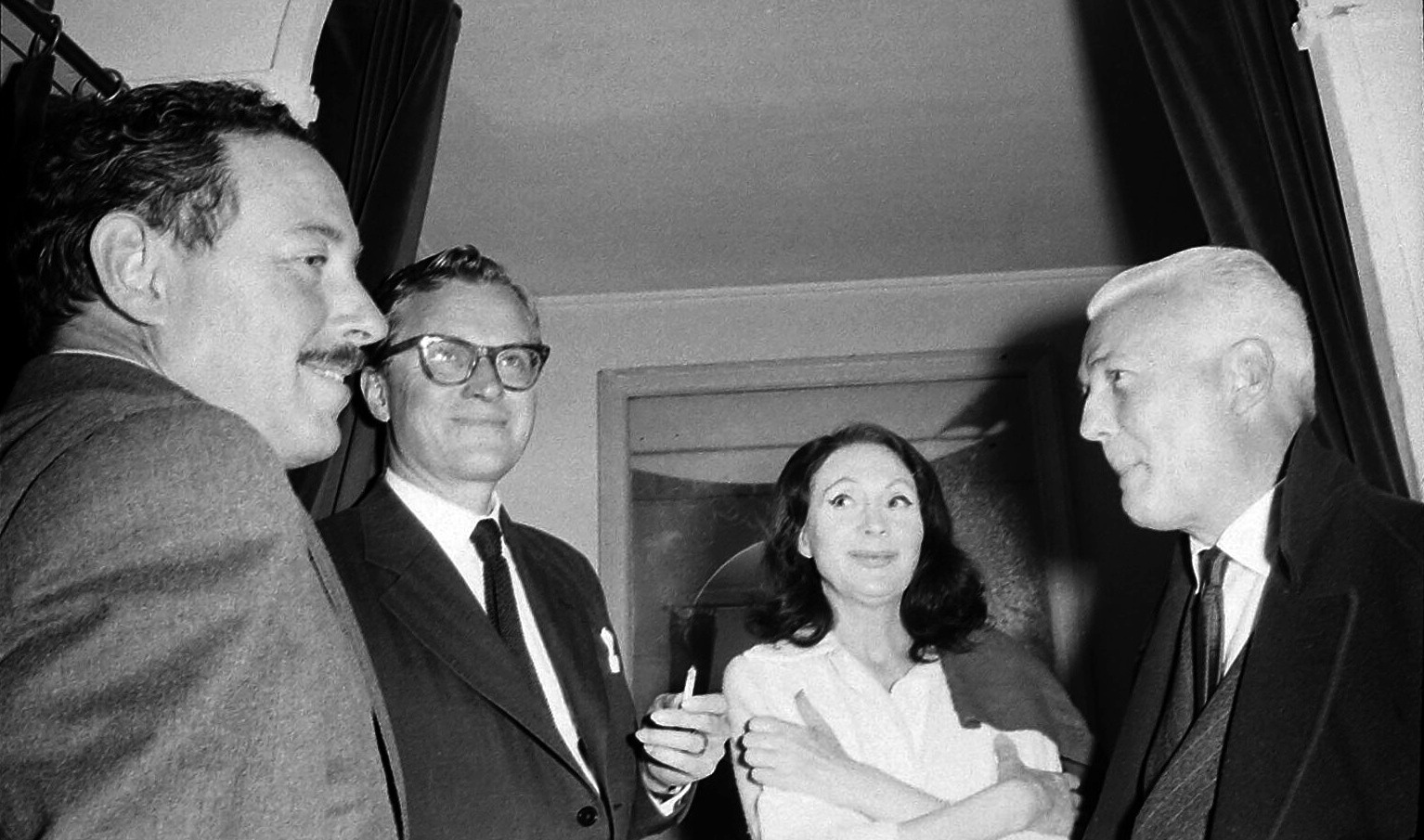
De gauche à droite : Tennessee Williams (auteur), Lars Schmidt (producteur), Arletty (interprète) et Raymond Rouleau (adaptateur et metteur en scènes), à la création de la pièce au théâtre de l'Athénée en mars 1959.

- 21 mars 1957 : création à Broadway (New York).
- 16 mars 1959 : création en France au Théâtre de l'Athénée, mise en scène de Raymond Rouleau.
- 14 janvier – 9 février 2003 : Théâtre de Carouge près de Genève (Suisse).
- 27 avril-1er mai 2012 : Troupe de théâtre ARTUS à Strasbourg, salle du Cube Noir, mise en scène de David-Georges Picard.

## Réception
La pièce eut un succès très modeste, en effet elle ne fut à l'affiche que pendant 2 mois et il n'y eut que 68 représentations. Par la suite, deux films s'inspirant de la pièce ont été réalisés.

## Adaptations
L'Homme à la peau de serpent (Titre original : The fugitive Kind) réalisé en 1960 par Sidney Lumet, on y retrouve le personnage de Val qui va être embauché par Lady Torrance dans un bar, celle-ci va tomber sous le charme du musicien, mais le charme de Val ne laisse pas que Lady Torrance indifférente.
Orpheus Descending (en) réalisé en 1991 par Peter Hall, c'est un téléfilm de 117 minutes. C'est une adaptation cinématographique de la pièce qui avait été relancée à Broadway en 1989 par Peter Hall lui-même.
Un opéra en deux actes s'inspirant de la pièce a aussi été réalisé par Bruce Saylor en 1994 (nom éponyme : Orpheus Descending).
Dans la culture populaire, la chanson Never Land du 4e album (Running on Air), du groupe Australien de hip-hop Bliss n Eso reprend (en juillet 2010) des paroles du film The Fugitive Kind.
John Mellencamp sort en 2023 in album appelé Orpheus Condescending.